# Ouvrage Mont des Welches
Das Ouvrage Mont des Welches ist ein großes Artilleriewerk (franz.: Gros Ouvrage) der Maginot-Linie sowie Teil des befestigten Sektors von Boulay. Es besteht aus zwei Eingangsblöcken, einem Infanterieblock, einem Artillerieblock, einem Beobachtungsblock und zwei Kombinationsblöcken. Es liegt zwischen dem Petit Ouvrage Coucou und dem Gros Ouvrage Michelsberg und ist Deutschland zugewandt. Das für ein großes Artilleriewerk relativ kleine gehaltene Mont des Welches war im Juni 1940 kurzzeitig stark umkämpft, als deutsche Truppen, die entlang der hinteren Maginot-Linie vorrückten, die Stellung erfolglos angriffen. Nach Renovierungsarbeiten in den 1950er Jahren wurde Mont des Welches in den 1970er Jahren aufgegeben.

## Konstruktion
Mont des Welches wurde im Juni 1930 von der CORF (Commission d'Organisation des Régions Fortifiées), der Planungs- und Baubehörde der Maginot-Linie, zum Bau genehmigt und 1935 für 49 Millionen Francs in Betrieb genommen.

## Aufbau
Das vergleichsweise kleine Gros Ouvrage umfasst zwei Eingangsblöcke, einen Infanterieblock, einen Artillerieblock, einen Beobachtungsblock und zwei Kombinationsblöcke. Es fehlt ein zentrales Munitionsmagazin "M1", und im Gegensatz zu den meisten Gros Ouvrages ist sein 60 cm langes internes Schienennetz nicht elektrifiziert, so dass die Waggons durch menschliche Kraft bewegt werden müssen. Das unterirdische Stollensystem ist kompakt, etwa 200 Meter von Ende zu Ende, und im Gegensatz zu größeren Artilleriewerken, bei denen das Stollensystem linear angelegt ist, besteht der zentrale Teil des Mont des Welches aus einem dichten Netz von Querstollen zwischen den Hauptstollen, in denen die Kasernen und Versorgungsbereiche untergebracht sind.

## Geschichte

### 1940
Die Deutschen unternahmen keinen Versuch, diesen zentralen Teil der Maginot-Linie direkt anzugreifen, sondern zogen es vor, das westliche Ende der Linie zu umgehen und die Linie von hinten zu nehmen. Der Mont des Welches gab den anderen Gefechten in diesem Gebiet im Juni Feuerschutz, während die Deutschen hinter den französischen Linien nach Osten vorrückten. Am 15. Juni durchbricht die deutsche 1. Armee die Linie an der Saar und stößt nach Westen und Osten entlang der Linie vor, wobei sie die französischen Armeen einkesselt. Die deutsche 95. Infanteriedivision unter von Amim stieß am 21. Juni auf Mont des Welches vor, wobei die vorrückenden Patrouillen noch am selben Tag unter Beschuss genommen wurden. Ein Angriff mit 8,8-cm-Geschützen wurde gegen die Blöcke 2 und 3 geführt, wurde aber durch den Beschuss der Cloches des Eingangsblocks gestoppt. Artilleriefeuer aus den Blöcken 4 und 6 und Feuer aus dem Personaleingang zerstörte eine deutsche Batterie. Hackenberg leistete weitere Unterstützung. Das Fort bleibt bis zum Waffenstillstand vom 25. Juni 1940 unter französischer Kontrolle. Die Garnison von Mont des Welches wird am 4. Juli 1940 evakuiert. Mont des Welches wurde teilweise von der Reichspost übernommen und diente als Depot für die Postausrüstung.

### Kalter Krieg
Nach dem Zweiten Weltkrieg wurden Mittel für die Restaurierung des Artilleriewerks bereitgestellt. Die Arbeiten beschränkten sich auf die Instandsetzung der Systeme und die Verbesserung der vorhandenen Bewaffnung. Der Kommandoposten und die Kaserne wurden nicht renoviert. 1956 wurde der Mont des Welches als Teil des Mòle de Boulay ausgewiesen, der einen Schlüsselpunkt in der nordöstlichen Verteidigungslinie gegen etwaige sowjetische Angriffe darstellte. Ende der 1950er Jahre schwand das Interesse an Befestigungsanlagen, nachdem Frankreich eine nukleare Abschreckung entwickelt hatte. Das Geld, das für die Instandhaltung und Modernisierung der Festungsanlagen benötigt wurde, wurde für das Atomprogramm verwendet. Mont des Welches wurde von der Armee bis 1971 weiter genutzt, dann wurde es in die Reserve zweiter Klasse versetzt.

### Heute
Viele Ausrüstungsgegenstände der Festung wurden entfernt, um sie in Museen der Maginot-Linie weiterzuverwenden. Die Grundstücke bleiben militärisches Eigentum. Die Eingänge sind verschüttet worden, da aufgrund ihres baufälligen Zustandes an vielen Stellen in der Anlage akute Lebensgefahr besteht.